# Kumarella
Kumarella är ett släkte av steklar. Kumarella ingår i familjen puppglanssteklar.
Kladogram enligt Catalogue of Life:
| Kumarella | \| \| Kumarella angulus \| \| \| \| \| \| Kumarella sandroi \| \| \| \| |
|           | \| \| Kumarella angulus \| \| \| \| \| \| Kumarella sandroi \| \| \| \| |
|           | Kumarella angulus                                                       |
|           |                                                                         |
|           | Kumarella sandroi                                                       |
|           |                                                                         |